# 穆列什鹽礦鎮

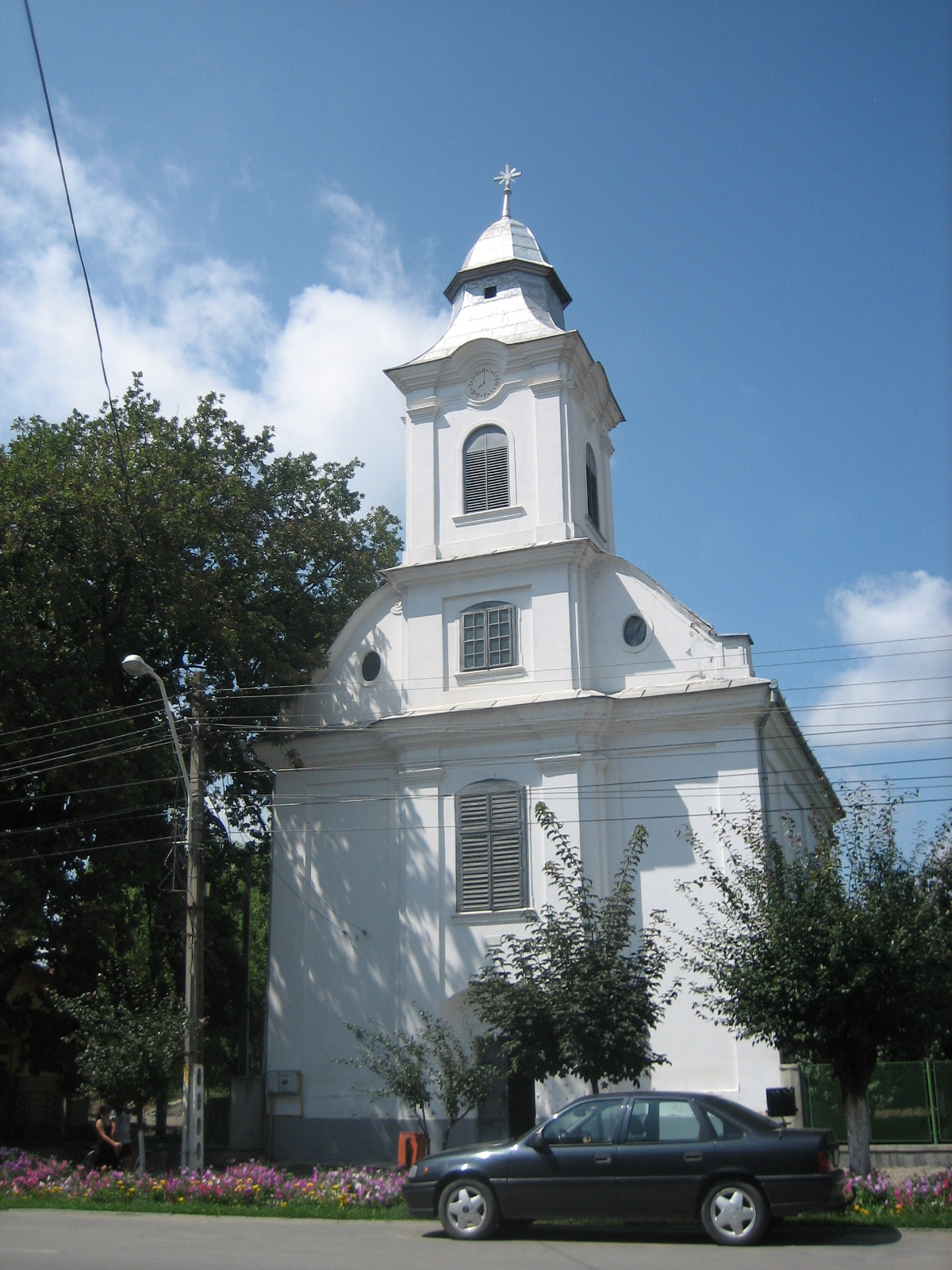

穆列什鹽礦鎮是羅馬尼亞的城鎮，位於該國中部，距離首府阿爾巴尤利亞40公里，由阿爾巴縣負責管轄，面積68.38平方公里，海拔高度255米，2009年人口15,172，大多數居民信奉東正教。